# Euless, Texas
Euless là một thành phố thuộc quận Tarrant, tiểu bang Texas, Hoa Kỳ. Năm 2010, dân số của xã này là 51277 người.

## Dân số
- Dân số năm 2000: 46005 người.
- Dân số năm 2010: 51277 người.